# Domínio BMC
Em biologia molecular, o domínio do microcomparimento bacteriano ou domínio BMC (do inglês Bacterial Microcompartment) é um domínio proteico que se encontra em diversas proteínas do revestimento do carboxissoma, como CsoS1A, CsoS1B e CsoS1C da bactéria Thiobacillus neapolitanus (Halothiobacillus neapolitanus) e nos seus ortólogos doutras bactérias. Estas proteínas de revestimento formam a estrutura poliédrica do carboxissoma e estruturas relacionadas que é constituído por uns 90 resíduos de aminoácidos, caracterizados por apresentarem um motivo β-α-β conectado por um grampo β.
A maioria das proteínas de revestimento dos microcompartimentos consistem dum único domínio BMC em cada subunidade, formando uma estrutura hexamérica que se une para formar as facetas planas do revestimento poliédrico. Até hoje, foram encontradas duas proteínas de revestimento de microcompartimentos que são compostos por domínios BMC em tandem, que formam uma estrutura trimérica, dando lugar a uma aparência pseudohexamérica.